# Liga Narodów UEFA Kobiet (2023/2024)/Baraże
Po zakończeniu fazy grupowej Ligi Narodów, rozegrane zostaną baraże pomiędzy drużynami z III miejsc z grup dywizji A i wicemistrzów grup dywizji B, oraz trzema najlepszymi drużynami z III miejsc z grup dywizji B oraz trzema najlepszymi wicemistrzami grup dywizji C.
Mecze zostaną rozegrane w formie dwumeczów 23, 27 i 28 lutego 2024 roku.

## Dywizja A - Dywizja B
Baraże na tym poziomie mają na celu wyłonieniu czterech drużyn, które zagrają w dywizji A oraz dywizji B eliminacji EURO 2025. Zwycięzcy zapewnią sobie udział w dywizji A, jednocześnie zapewniając sobie co najmniej udział w barażach o udział w turnieju. Drużyny, które przegrają, w eliminacjach zagrają w Dywizji B.
| Drużyna 1                            | Wynik dwumeczu | Drużyna 2 | Pierwszy mecz | Drugi mecz |
| ------------------------------------ | -------------- | --------- | ------------- | ---------- |
| Serbia                               | 2:3            | Islandia  | 1:1           | 1:2        |
| Węgry                                | 2:10           | Belgia    | 1:5           | 1:5        |
| Bośnia i Hercegowina                 | 0:10           | Szwecja   | 0:5           | 0:5        |
| Chorwacja                            | 0:8            | Norwegia  | 0:3           | 0:5        |
| Po lewej gospodarz pierwszego meczu. |                |           |               |            |

### Serbia - Islandia
| 23 lutego 2024 16:00 CET | Serbia · Filipović 19' | 1:1(1:1)Raport | Islandia · 24' Eiríksdóttir | Sports Center of FA of Serbia, Stara Pazova Widzów: 321 Sędzia: Ewa Augustyn |
|                          |                        |                |                             |                                                                              |

| 27 lutego 2024 15:30 CET | Islandia · Jónsdóttir 75' · Níelsdóttir 86' | 2:1(0:1)Raport | Serbia · 6' Poljak | Kópavogsvöllur, Kópavogur Widzów: 798 Sędzia: Marta Huerta de Aza |
|                          |                                             |                |                    |                                                                   |

 Islandia wygrała w dwumeczu 3:2 i utrzymała się w Dywizji A.

### Węgry - Belgia
| 23 lutego 2024 17:45 CET | Węgry · Turányi 7' | 1:5(1:2)Raport | Belgia · 10', 81' Kees · 21', 74' Wullaert · 65' Vanhaevermaet | Pancho Aréna, Felcsút Sędzia: Alina Peşu |
|                          |                    |                |                                                                |                                          |

| 27 lutego 2024 20:00 CET | Belgia · Wullaert 44', 54' (k), 57' · Janssens 74', 80' | 5:1(1:1)Raport | Węgry · 26' Kaján | Stadion Den Dreef, Heverlee Sędzia: Ivana Martinčić |
|                          |                                                         |                |                   |                                                     |

 Belgia wygrała w dwumeczu 10:2 i utrzymała się w Dywizji A.

### Bośnia i Hercegowina - Szwecja
| 23 lutego 2024 13:00 CET | Bośnia i Hercegowina | 0:5(0:2)Raport | Szwecja · 6', 41' Janogy · 76' Angeldal · 80' Hammarlund · 86' (sam.) Gvozderac | FA Training Centre, Zenica Widzów: 366 Sędzia: Olatz Rivera Olmedo |
|                          |                      |                |                                                                                 |                                                                    |

| 28 lutego 2024 18:30 CET | Szwecja · Vinberg 26' · Blackstenius 45' · Kafaji 45+1' · Angeldal 82' · Hammarlund 90' | 5:0(3:0)Raport | Bośnia i Hercegowina | Tele2 Arena, Sztokholm Sędzia: Silvia Gasperotti |
|                          |                                                                                         |                |                      |                                                  |

 Szwecja wygrała w dwumeczu 10:0 i utrzymała się w Dywizji A.

### Chorwacja - Norwegia
| 23 lutego 2024 18:00 CET | Chorwacja | 0:3(0:1)Raport | Norwegia · 16' Hegerberg · 49' Graham Hansen · 62' Bizet Ildhusøy | Opus Arena, Osijek Sędzia: Abigail Byrne |
|                          |           |                |                                                                   |                                          |

| 27 lutego 2024 18:00 CET | Norwegia · Terland 9' · Haug 32', 40' · Maanum 66', 78' | 5:0(3:0)Raport | Chorwacja | Viking Stadion, Stavanger Sędzia: Veronika Kovarova |
|                          |                                                         |                |           |                                                     |

 Norwegia wygrała w dwumeczu 8:0 i utrzymała się w Dywizji A.

## Dywizja B - Dywizja C
Baraże na tym poziomie mają na celu wyłonieniu czterech drużyn, które zagrają w dywizji B oraz dywizji C eliminacji EURO 2025. Zwycięzcy zapewnią sobie udział w dywizji B, jednocześnie zapewniając sobie możliwość udziału w barażach o udział w turnieju (jeśli zajmą odpowiednie miejsce w grupie). Drużyny, które przegrają, w eliminacjach zagrają w Dywizji C.
| Drużyna 1                            | Wynik dwumeczu | Drużyna 2         | Pierwszy mecz | Drugi mecz |
| ------------------------------------ | -------------- | ----------------- | ------------- | ---------- |
| Łotwa                                | 0:9            | Słowacja          | 0:3           | 0:6        |
| Czarnogóra                           | 1:3            | Irlandia Północna | 0:2           | 1:1        |
| Bułgaria                             | 0:7            | Ukraina           | 0:4           | 0:3        |
| Po lewej gospodarz pierwszego meczu. |                |                   |               |            |

### Łotwa - Słowacja
| 23 lutego 2024 15:30 CET | Łotwa | 0:3(0:0)Raport | Słowacja · 62' Škorvánková · 72' Morávková · 88' Hmírová | LNK Sporta Parks, Ryga Sędzia: Fabienne Michel |
|                          |       |                |                                                          |                                                |

| 27 lutego 2024 18:00 CET | Słowacja · Morávková 2' · Rybanská 6' · Lemešová 36' · Mikolajová 83' · Vredíková 87' · Kaláberová 90+4' | 6:0(3:0)Raport | Łotwa | Štadión Antona Malatinského, Trnawa Sędzia: Shona Shukrula |
|                          | |                |       |                                                            |

 Słowacja wygrała w dwumeczu 9:0 i utrzymała się w Dywizji B.

### Czarnogóra - Irlandia Północna
| 23 lutego 2024 14:00 CET | Czarnogóra | 0:2(0:0)Raport | Irlandia Północna · 71' Wade · 90+1' Vance | Stadion Pod Goricom, Podgorica Widzów: 187 Sędzia: Michèle Schmölzer |
|                          |            |                |                                            |                                                                      |

| 27 lutego 2024 20:00 CET | Irlandia Północna · Magill 73' | 1:1(0:0)Raport | Czarnogóra · 66' Dešić | Windsor Park, Belfast Sędzia: Hristiyana Guteva |
|                          |                                |                |                        |                                                 |

 Irlandia Północna wygrała w dwumeczu 3:1 i utrzymała się w Dywizji B.

### Bułgaria - Ukraina
| 23 lutego 2024 15:00 CET | Bułgaria | 0:4(0:2)Raport | Ukraina · 6' Kravchuk · 24' Andrukhiv · 83' Hlushchenko · 90+5' Kotyk | Arena Arda, Kyrdżali Sędzia: Minka Vekkeli |
|                          |          |                |                                                                       |                                            |

| 27 lutego 2024 14:00 CET | Ukraina · Owdijczuk 15' · Hlushchenko 18' · Szmatko 81' | 3:0(2:0)Raport | Bułgaria | Mardan Spor Kompleksi, Antalya Sędzia: Zuzana Valentová |
|                          |                                                         |                |          |                                                         |

 Ukraina wygrała w dwumeczu 7:0 i utrzymała się w Dywizji B.

## Strzelczynie

### 5 goli
- Tessa Wullaert

### 2 gole
- Jill Janssens
- Sari Kees
- Sophie Haug
- Frida Maanum
- Tamara Morávková
- Filippa Angeldal
- Pauline Hammarlund
- Madelen Janogy
- Inna Hlushchenko

### 1 gol
- Justine Vanhaevermaet
- Medina Dešić
- Simone Magill
- Demi Vance
- Lauren Wade
- Hlín Eiríksdóttir
- Sveindís Jane Jónsdóttir
- Bryndís Arna Níelsdóttir
- Celin Bizet Ildhusøy
- Caroline Graham Hansen
- Ada Hegerberg
- Elisabeth Terland
- Tijana Filipović
- Allegra Poljak
- Patrícia Hmírová
- Victoria Kaláberová
- Diana Lemešová
- Mária Mikolajová
- Nikola Rybanská
- Dominika Škorvánková
- Katarína Vredíková
- Stina Blackstenius
- Rosa Kafaji
- Matilda Vinberg
- Veronika Andrukhiv
- Yana Kotyk
- Roksolana Kravchuk
- Olha Owdijczuk
- Lubow Szmatko
- Zsanett Kaján
- Lilla Turányi

### Gole samobójcze
- Jelena Gvozderac (dla  Szwecji)